# Silex and the City
 (mai 2018).
Si vous disposez d'ouvrages ou d'articles de référence ou si vous connaissez des sites web de qualité traitant du thème abordé ici, merci de compléter l'article en donnant les références utiles à sa vérifiabilité et en les liant à la section « Notes et références ».
Cet article concerne la bande dessinée. Pour son adaptation animée, voir Silex and the City (série d'animation).
Silex and the City est une série de bande dessinée créée par Jul (scénario et dessins). Il s'agit d'une fiction préhistorique humoristique. Son adaptation en une série de dessins animés courts est diffusée par Arte depuis septembre 2012.
Le titre est un jeu de mots sur le silex, roche emblématique de la Préhistoire, et la série télévisée Sex and the City.

## Synopsis
La série suit les aventures d'une famille paléolithique, les Dotcom. Chaque histoire est une transposition d'un phénomène contemporain dans un univers pseudo-préhistorique permettant de l'exagérer de manière absurde et de s'en moquer,.
Régulièrement, chacun y va de sa théorie pour expliquer l'extinction des dinosaures : « Si les dinosaures avaient (ou n'avaient pas) fait ci ou ça, ils n'auraient jamais disparu ». Il est à noter que parfois, des dinosaures apparaissent tout de même. 
Le texte fait des allusions fréquentes, avec ou sans jeux de mots, à d'autres bandes dessinées (Astérix, Rahan, Agrippine, etc.) ou d'autres œuvres littéraires comme la Bible ou Le Petit Prince. Plusieurs personnages ont des noms de concepts propres à Internet.
Bien que l'écriture n'ait pas encore été inventée, les Dotcom et leurs amis jouent au Scrabble et lisent des périodiques aux noms inspirés de la presse française, comme Le Nouvel Obscurantiste, Le Poing, L'Humain Dimanche et Le Monde Diplodocus.

## Personnages
La famille Dotcom :
- Blog : Le père. Professeur de chasse dans un collège de « Zone d’Évolution Prioritaire ». Il se laisse facilement séduire par de nouveaux concepts mais échoue toujours lamentablement à les mettre en pratique et finit par se couvrir de ridicule.
- Spam : La mère. Professeur de préhistoire-géo dans le même lycée que son mari. Elle doit gérer une classe difficile.
- Web : La fille aînée. Adolescente superficielle, elle se soucie presque exclusivement de la mode. Elle entretient une liaison avec Rahan De La Pétaudière.
- Url : Le fils cadet. Il milite pour une association « Alterdarwiniste », au grand désespoir du reste de sa famille, principale victime de ses coups d'éclat rarement réfléchis.
- Julius : Le père de Blog. Ancien de la génération « 68000 avant J.-C. ».
- Olga Finkelstein : L'amie de Julius à la grotte de retraite « Notre-Dame du Bon Fossile » et « yiddish mamma » préhistorique.
- Cousine Bactriane : Une jeune fille au look « paléogothique ».

Autres personnages :
- Crao De La Pétaudière : PDG du volcan « Énergie Du Feu », fournisseur de feu pour toute la vallée. Il aime faire étalage de sa richesse et se montre peu soucieux de la vie de ses ouvriers.
- Rahan De La Pétaudière : fils du précédent et petit ami de Web.
- Diane De Brassempouy : cousine de Rahan (nommée d'après la statuette Dame de Brassempouy).
- Werther : Chimpanzé orange. Camarade de classe d'Url et militant comme lui. Il est amateur de philosophie et amoureux de Web dans la série.
- Ève : Meilleure amie et confidente de Web.

## Tomes
- Jul, Silex and the City, t. 1 : Evoluer plus pour gagner plus, Paris/Barcelone/Bruxelles etc., Dargaud, 2009, 46 p. (ISBN 978-2-205-06138-3)
- Jul, Silex and the City, t. 2 : Réduction du temps de trouvaille, Dargaud, 2010 (ISBN 9782205064513)
- Jul, Silex and the City, t. 3 : Le Néolithique, c’est pas automatique, Dargaud, 2012 (ISBN 9782205068160)
- Jul, Silex and the City, t. 4 : Autorisation de découverte, Dargaud, 2013 (ISBN 9782205071306)
- Jul, Silex and the City, t. 5 : Vigiprimate, Dargaud, 2014 (ISBN 9782205072785)
- Jul, Silex and the City, t. 6 : Merci pour ce Mammouth, Dargaud, 2015 (ISBN 9782205073966)
- Jul, Silex and the City, t. 7 : Poulpe Fiction, Dargaud, 2016 (ISBN 9782205075601)
- Jul, Silex and the City, t. 8 : L'homme de Cro-Macron, Dargaud, 2018 (ISBN 9782205076776)
- Jul, Silex and the City, t. 9 : La dérive des Confinements, Dargaud, 2020  (ISBN 9782205079517)
- Jul, Silex and the City, t. 10 : La Clef, Dargaud, 2024  (ISBN 9782205208160)

## Adaptations audiovisuelles
- 2012 : Silex and the City - Saison 1. Série d'animation de 40 épisodes de 3 minutes diffusée sur Arte à compter du 3 septembre 2012.
- 2013 : Silex and the City - Saison 2. Série d'animation de 40 épisodes de 3 minutes diffusée sur Arte à compter du 2 septembre 2013.
- 2014 : Silex and the City - Saison 3. Série d'animation de 40 épisodes de 3 minutes diffusée sur Arte à compter du 1er novembre 2014.
- 2015 : Silex and the City - Saison 4. Série d'animation de 30 épisodes de 3 minutes diffusée sur Arte à compter du 2 novembre 2015.
- 2017 : Silex and the City - Saison 5. Série d'animation de 30 épisodes de 3 minutes diffusée sur Arte à compter du 2 janvier 2017.

## Long-métrageSilex & The City
Un long-métrage réalisé par Jul et Jean-Paul Guigue est annoncé par la société de production Je Suis Bien Content. Le film intègre prise de vues réelles et animation 2D. Le casting vocal de la série participe au film ainsi que de nombreux guests comme François Hollande, Julie Gayet, Léa Salamé…
Le film fait partie de la sélection Cinéma de la Plage du Festival de Cannes 2024.

## Jeu de société
Un jeu de société intitulé Silex and the City : Le jeu est sorti en 2022 édité par Don't Panic Games.